# Mar Dinkha IV
Mar Dinkha IV (nascido Dinkha Khanania; Darbandokeh, Arbil, 15 de setembro de 1935 - Rochester, 26 de março de 2015) foi o 120° líder da Igreja Assíria do Oriente. Foi bispo de Teerã, Irã, antes de tornar-se Patriarca e chefe da Igreja Assíria. Seu predecessor foi assassinado em San Jose, Califórnia, mas ainda assim Mar Dinkha fixou residência nos Estados Unidos.
Seu governo tem sido de grande diálogo com outras confissões. Em 1994, ele assinou uma declaração cristológica em conjunto com o Vaticano. Em 1996, assinou um acordo de cooperação com o Patriarca Caldeu de Bagdá, Rafael I Bidawid. Em 1997, entrou em negociações com a Igreja Ortodoxa Síria e interrompeu uma série de anátemas mútuos.
A última morada de Mar Dinkha foi próxima à Chicago, e Illinois tem sido praticamente o centro da Igreja Assíria do Oriente. Faleceu em 26 de março de 2015, sendo sucedido por Mar Gewargis III.

## Conexões externas
- A biografia de Mar Dinkha IV em Church of the East in India